# Canton de Lille-4
Le canton de Lille-4 est une circonscription électorale française du département du Nord créée par le décret du 17 février 2014. Il tient lieu de circonscription d'élection des conseillers départementaux et entre en vigueur lors des élections départementales de 2015.

## Histoire
Un nouveau découpage territorial du département du Nord entre en vigueur à l'occasion des premières élections départementales suivant le décret du 17 février 2014. Les conseillers départementaux sont, à compter de ces élections, élus au scrutin majoritaire binominal mixte. Les électeurs de chaque canton élisent au Conseil départemental, nouvelle appellation du Conseil général, deux membres de sexe différent, qui se présentent en binôme de candidats. Les conseillers départementaux sont élus pour 6 ans au scrutin binominal majoritaire à deux tours, l'accès au second tour nécessitant 12,5 % des inscrits au 1er tour. En outre la totalité des conseillers départementaux est renouvelée. Ce nouveau mode de scrutin nécessite un redécoupage des cantons dont le nombre est divisé par deux avec arrondi à l'unité impaire supérieure si ce nombre n'est pas entier impair, assorti de conditions de seuils minimaux. Dans le Nord, le nombre de cantons passe ainsi de 79 à 41.
Le canton de Lille-4 reprend les contours d'une partie des anciens cantons de Lille-Centre, de Lille-Sud-Est et de Lille-Sud. Il est entièrement inclus dans l'arrondissement de Lille. Le bureau centralisateur est situé à Lille.

## Représentation
| Période élective | Période élective | Mandat | Mandat   | Identité          | Nuance | Nuance | Qualité |
| ---------------- | ---------------- | ------ | -------- | ----------------- | ------ | ------ | --- |
| 2015             | 2021             | 2015   | 2021     | Martine Filleul   |        | PS     | Ancienne sociologue Première secrétaire de la fédération du Nord du PS Ancienne conseillère générale du Canton de Lille-Centre (2008-2015) Sénatrice depuis 2017 |
| 2015             | 2021             | 2015   | 2021     | Marc Godefroy     |        | PS     | Maire de Lezennes (2001-2018) Ancien conseiller général du Canton de Lille-Sud-Est (2004-2015)                                                                   |
| 2021             | 2028             | 2021   | en cours | Stéphanie Bocquet |        | EELV   | Conseillère municipale de Lille |
| 2021             | 2028             | 2021   | en cours | Laurent Périn     |        | DVG    | Inspecteur des Finances publiques Membre de Génération.s |

### Résultats détaillés

#### Élections de mars 2015
À l'issue du 1er tour des élections départementales de 2015, deux binômes sont en ballottage : Martine Filleul et Marc Godefroy (PS, 35,43 %) et Marie Desmazieres et Eric Dillies (FN, 23,25 %). Le taux de participation est de 42,49 % (15 928 votants sur 37 486 inscrits) contre 46,81 % au niveau départemental et 50,17 % au niveau national.
Au second tour, Martine Filleul et Marc Godefroy (PS) sont élus avec 69,59 % des suffrages exprimés et un taux de participation de 41,47 % (9 770 voix pour 15 546 votants et 37 486 inscrits).

#### Élections de juin 2021
Le premier tour des élections départementales de 2021 est marqué par un très faible taux de participation (33,26 % au niveau national). Dans le canton de Lille-4, ce taux de participation est de 31,28 % (11 919 votants sur 38 105 inscrits) contre 30,39 % au niveau départemental. À l'issue de ce premier tour, deux binômes sont en ballottage : Stéphanie Bocquet et Laurent Perin (Union à gauche avec des écologistes, 27,05 %) et Jérémy Cadart et Estelle Rodes (PS, 22,63 %).
Le second tour des élections est marqué une nouvelle fois par une abstention massive équivalente au premier tour. Les taux de participation sont de 34,36 % au niveau national, 31,01 % dans le département et 31,2 % dans le canton de Lille-4. Stéphanie Bocquet et Laurent Perin (Union à gauche avec des écologistes) sont élus avec 54,31 % des suffrages exprimés (5 481 voix pour 11 896 votants et 38 124 inscrits),,.

## Composition
| Nom                           | Code Insee | Intercommunalité              | Superficie (km2) | Population (dernière pop. légale)                 | Densité (hab./km2) | Modifier                                    |
| ----------------------------- | ---------- | ----------------------------- | ---------------- | ------------------------------------------------- | ------------------ | ------------------------------------------- |
| Lille (bureau centralisateur) | 59350      | Métropole européenne de Lille | 34,83            | Fraction : 49 335 (2022) Commune : 238 695 (2022) | 6 853              | modifier les données · modifier les données |
| Lezennes                      | 59346      | Métropole européenne de Lille | 2,14             | 2 966 (2022)                                      | 1 386              | modifier les données · modifier les données |
| Ronchin                       | 59507      | Métropole européenne de Lille | 5,42             | 19 436 (2022)                                     | 3 586              | modifier les données · modifier les données |
| Canton de Lille-4             | 5926       |                               |                  | 71 737 (2022)                                     |                    | modifier les données                        |

Le canton de Lille-4 comprend :
1. Deux communes entières ;
2. La partie de la commune de Lille située à l'intérieur du périmètre défini par l'axe des voies et limites suivantes : depuis la limite territoriale de la commune de Ronchin, autoroute A 25, voie rapide urbaine, ligne droite dans le prolongement du boulevard Paul-Painlevé, boulevard Paul-Painlevé, boulevard du Président-Hoover, rue du Cheminot-Coquelin, rue Javary, pont de Flandres, boulevard Louis-Pasteur, pont de Karkhof, rue de Luxembourg, pont d'Erfurt, boulevard Louis-Pasteur jusqu'à la limite territoriale de la commune de La Madeleine, rue des Urbanistes, rue des Canonniers, boulevard Carnot, place du Théâtre, rue des Sept-Agaches, place du Général-de-Gaulle, rue Esquermoise, rue Thiers, place Maurice-Schumann, rue de Tenremonde, square Dutilleul, rue Macquart, square Daubenton, boulevard Vauban, rue de Solférino, place de Sébastopol, rue des Postes, rue Brûle-Maison, rue d'Artois, boulevard Victor-Hugo, place Barthélemy-Dorez, rue du Faubourg-des-Postes, autoroute A 25, rue de Jussieu, ligne de chemin de fer, jusqu'à la limite territoriale de la commune de Ronchin.

## Démographie
En 2022, le canton comptait 71 737 habitants, en évolution de +2,47 % par rapport à 2016 (Nord : +0,51 %, France hors Mayotte : +2,11 %).
| 2013   | 2018   | 2022   |
| ------ | ------ | ------ |
| 69 218 | 69 507 | 71 737 |